# 村岡仁美
村岡 仁美（むらおか ひとみ、1988年4月4日 - ）は、日本の女性声優、舞台女優、司会者。徳島県徳島市出身。かつてはコトリボイスに所属。また、劇団ぺりどっとの劇団員であった。
日本ナレーション演技研究所、マウスプロモーション附属俳優養成所、AIR AGENCY声優養成所出身。声優活動前は公務員であり、元保育士という経歴を持つ声優である。

## 経歴・人物
福岡県立大学に通い、幼稚園教諭1種免許状と保育士資格を取得。公務員試験に合格し、2011年春より公務員の保育士として働いていた。
保育士として働く傍らで、れな（星月玲奈）のハンドルネームでコスプレイヤーなどとして活動。コスプレは後述の声優活動開始後も行っており、2017年開催の「ぷち★アソビ vol.5」のあにそんカラオケ×バトル決勝戦では『テイルズ オブ シンフォニア』のコレットに扮して「ETERNAL BLAZE」を歌唱したり、「JAEPO 2018」のタノシマスブースで『アカとブルー』の主人公であるブルー・サーニの姿で盛り上げたり、「デジゲー博2019」では『モチ上ガール』の主人公の格好で出展ブースを担当したりなどしている。
2013年春より、日本ナレーション演技研究所に通って演技を学び始め、2015年6月には「劇団ぺりどっと」の立ち上げに加わり、役者活動を開始。劇団員として旗揚げ公演からの多くの公演に出演して数多くの配役を演じたほか、外部公演にもいくつか出演。2018年の第6回公演では初めて主演を務めた。なお、後述の結婚など生活環境が変化したことから次第に劇団の活動には関われなくなっていき、2021年8月に退団した。
2015年10月に開催された「マチ★アソビ vol.15」内の企画「ジセダイクリエイティブブートキャンプ「声優編」 in マチ★アソビ」で大塚明夫の特別講義を受けたことで、マウスプロモーション附属俳優養成所への入所を決意。2016年3月末をもって保育士を退職し、同年より養成所に31期生として入所した。入所にあたり、れな名義から活動名義を当時の本名である村岡仁美に変更。同年公開の『劇場版アイカツスターズ!』の収録が声優としての初仕事であった。
しかし、そのままマウスプロモーションへの所属には至らず、2017年4月からはAIR AGENCY声優養成所に通った。
2018年8月31日、声優事務所のコトリボイスへの所属を発表。事務所所属後はゲーム作品での主役もいくつか得ており、2019年には村岡と同じく徳島県出身のクリエイター・mumi開発のインディーズゲーム『モチ上ガール』の主人公ボイスを担当。村岡が同ゲームをプレイしながら自然に出た声をゲーム内に採用するという手法が用いられた。
また、声優修行の傍らで「マチ★アソビ」などで司会業も務め、特にeスポーツ関連イベントでは好評を得ている。
2019年12月2日に結婚し、2020年10月に第一子となる女児を出産。
2022年現在、コトリボイスへの所属が確認できなくなっている。

## 出演
太字はメインキャラクター。

### 劇場アニメ
- 劇場版アイカツスターズ!（2016年[19]）
- 猫企画（2019年、社員猫、奴隷猫、市民猫 他）

### ゲーム
2018年
- LOST TRIGGER（ビト、ベティ）
- ミストクロニクル（ナラン）

2019年
- 社長の野望〜人生の勝者に俺はなる〜
- ファントムミラー（玉兎）
- ケープ君の脱出ゲーム（2019年 - 2021年、ケープ君） - 6作品
- ゆるっと林業生活（木こり）　※書籍「Unityサウンド エキスパート養成講座」サンプルゲーム
- ノーダメージ勇者さま（剣士）　※書籍「Unityサウンド エキスパート養成講座」サンプルゲーム
- Dusk Diver 酉閃町（店員 他）
- モチ上ガール（餅上由岐）

2020年
- Cresteaju（ナック）

2021年
- 億万長者-総裁の花道、美女たちの恋-
- 魔界戦記ディスガイア6（スキル屋 他）

### 吹き替え

#### 映画
- ブラックマーク 核戦争の危機（2019年、アーニャ〈少女時代〉[33]）
- インビジブル・ウィットネス 見えない目撃者（2020年）[34]
- ストレイ 悲しみの化身（2020年、レナ 他）

#### アニメ
- ドラゴンネスト（2020年、アルゼンタ）

### ナレーション
- ロリポップ! レンタルwebサーバー CM
- アプリゲーム「戦国少女〜戦場に舞う姫たち〜」CM（2019年）[35]
- MSX用ゲーム「アタックフォー復刻版」CM（2024年）[36]

### 舞台
- 劇団ぺりどっと 旗揚げ公演「メッスルウツワ」（2015年11月1日、STスポット） - イオリ 役　※ダブルキャスト、Bキャストに出演[37]
- 劇団ぺりどっと 第2回公演「シンガーでソンガーでライターだ!!」（2016年7月9日・10日、STスポット）[38] - あずき 役
- ビッグスマイル・プロモーションプロデュース公演「スタヂオアパートメントPart2」（2016年9月17日 - 9月25日、衝劇創作空間 スタジオこるれ）　※ダブルキャスト、EP盤に出演[39]
- 劇団ぺりどっと 第3回公演「あなたは今幸せですか？〜いいから寝かせてくれ!〜」（2016年12月10日・11日、STスポット） - 生温きぬえ、生温メグミ 役　※生温きぬえ役で♠️かなたイブ・♥なこセイヤに出演、生温メグミ役で♦️なこイブ・♣️かなたセイヤに出演[40]
- 劇団ぺりどっと 第4回公演「想い〜日常の中で〜」（2017年7月1日・2日、STスポット）[41] - 紗姫 役
- 劇団ぺりどっと 第5回公演「喫茶ラポムがつぶれるまで」（2017年11月3日 - 5日、STスポット）[42] - アキ 役
- 演劇稽古会くじらぼ稽古場発表会「うつたかふみ作品展」（2017年12月9日、スクエア荏原 第2スタジオ）
- 劇団ぺりどっと 第6回公演「スクールカーストですとらくしょん💓」（2018年8月3日 - 5日、STスポット） - 主演・嵐子 役[43]
- 劇団ムーンライト 第46回公演「俺の屍を越えていけ」（2018年11月22日 - 25日、劇団ムーンライト 荻窪アトリエ） - 三沢 役　※ダブルキャスト、月組に出演[44]
- BARリーディング「LEGOBE」（2019年2月10日・11日、Football&Darts Bar hello,tomorrow）[45]
- 朗読キネマ「船弁慶」（2021年10月29日 - 11月1日、シアター風姿花伝）[46]

### イベントMC
- マチ★アソビ
  - 徳島新聞主催 eスポーツイベント 司会（2018年・2019年）
  - サイバーコネクトツー 大喜利ステージ アシスタント（2018年・2019年）
- 全国エンタメまつり
  - サマーライブ 司会（2019年）
  - シルバースタージャパン eスポーツステージ 司会（2019年）
- ゲームインパクト主催イベント
  - MSXアタックフォー開発者トーク＆復刻版リリースイベント 司会（2024年）[47]

### ラジオ
※はインターネット配信。
- CUE SHEET（2018年、BEATVISION※）パーソナリティ
- ケープ君のネットラジオ（2019年、YouTube※・ニコニコ動画※）パーソナリティ[48]

### その他コンテンツ
- BEATVISION レポーター
- セリフで覚える英単語 セリタン（2018年）[49]
- ゆめの森こども探偵団「文房具ドロボウはだれ?」（2019年、ナナ）
- 技術評論社「10日でマスター Live2Dモデルメイキング講座」キャラクターボイス（2019年）